# Proton Drive
Proton Drive è un servizio di archiviazione e sincronizzazione di file basato su cloud, crittografato end-to-end, sviluppato da Proton AG. Proton Drive consente di archiviare i file nel cloud, sincronizzarli tra dispositivi e condividerli in modo sicuro. È accessibile tramite una applicazione web, applicazioni desktop per Windows e macOS e applicazioni mobili per Android e iOS.

## Storia
Lo sviluppo di Proton Drive è iniziato nel 2019, con il supporto di una sovvenzione del programma di ricerca e innovazione Horizon 2020 dell'Unione Europea. Una versione beta del servizio Proton Drive è stata lanciata per gli abbonati Proton il 16 novembre 2020 e aperta agli utenti del piano gratuito nel giugno 2021.
Nell'ottobre 2021, l'applicazione web Proton Drive è stata sottoposta a un audit di sicurezza indipendente da parte di Securitum. Nei mesi di agosto e settembre 2022, le app Android e iOS di Proton Drive sono state anch'esse sottoposte a verifica indipendente da parte di Securitum.
Il servizio è uscito dalla versione beta ed è stato lanciato pubblicamente tramite applicazione web il 22 settembre 2022, seguito dal rilascio delle app iOS e Android il 7 dicembre 2022.
Il codice sorgente per le app Android e iOS è stato reso open source il 2 marzo 2023, insieme alla pubblicazione degli audit di sicurezza.
Il 16 maggio 2023, Proton Drive ha lanciato una funzionalità di controllo delle versioni che consente agli utenti di ripristinare le versioni precedenti dei propri file, e ha lanciato un'app per Windows il 12 luglio 2023. Un'app desktop per macOS è stata rilasciata il 23 novembre 2023. Il 7 dicembre 2023 è stata aggiunta una funzionalità di backup delle foto per Android.
Il 20 febbraio 2024, Proton Drive ha aumentato il limite di archiviazione del suo piano gratuito da 1 GB a 5 GB.
Il 3 luglio 2024, Proton ha rilasciato Docs in Proton Drive, un editor di documenti condiviso in tempo reale, crittografato end-to-end. Ad agosto, l'azienda ha lanciato Proton Drive for Business, offrendo la collaborazione cloud in tempo reale per le aziende.

## Accoglienza
Proton Drive ha ricevuto recensioni contrastanti al momento del lancio. I critici hanno sottolineato i bassi limiti di archiviazione e la mancanza di funzionalità ma anche l'elevato livello di sicurezza. Cloudwards ha commentato, "le dimensioni di un account gratuito (fino a 1 GB) combinate con la condivisione di base e nessuna collaborazione fanno sì che Proton Drive sembri scarso in termini di funzionalità. Ciò che si cede in produttività, tuttavia, si compensa ampiamente in sicurezza e privacy".
PCMag ha osservato, "Se la sicurezza e la privacy sono la tua preoccupazione principale in un'app di archiviazione cloud, Proton Drive è la scelta migliore. Ma questa tranquillità ha un prezzo."
Le versioni successive e gli aggiornamenti delle funzionalità ne hanno migliorato l'accoglienza. Dopo il rilascio dell'app desktop macOS, Boy Genius Report ha scritto: "Proton Drive è l'app che potrebbe farmi finalmente abbandonare Google". Android Police ha osservato: "Proton Drive sta finalmente diventando una valida alternativa a Google Drive" dopo il lancio dell'app per Windows. Nel febbraio 2024, PCMag ha classificato Proton Drive come il miglior fornitore di cloud storage per privacy e sicurezza. Proton Drive è uno dei soli tre fornitori di cloud storage consigliati da Privacy Guides.